# Erebia psodea
Erebia psodea är en fjärilsart som beskrevs av Jacob Hübner 1802. Erebia psodea ingår i släktet Erebia och familjen praktfjärilar. Inga underarter finns listade i Catalogue of Life.